# Мимас
Ми́мас — спутник Сатурна, открытый 17 сентября 1789 года Уильямом Гершелем. Назван в честь Мимаса — одного из титанов греческой мифологии. Также обозначается как Сатурн I.
Имея диаметр 396 километров, является двадцатым по величине спутником в Солнечной системе, а также самым маленьким известным космическим телом, которое имеет округлую форму из-за собственной гравитации.
Гравитационное воздействие Мимаса (вместе с другими спутниками) на кольца Сатурна создаёт в них много промежутков, включая один из крупнейших — щель Кассини, а также мелкие волны (как изгибы, так и волны плотности).

## Открытие
Мимас был обнаружен астрономом Уильямом Гершелем 17 сентября 1789 года. Он записал открытие так:

Большая светосила моего сорокафутового телескопа была очень полезна: 17 сентября 1789 г. я усмотрел седьмой спутник, находившийся тогда в наибольшем западном удалении от своей планеты.
Оригинальный текст (англ.)I continued my observations constantly, whenever the weather would permit; and the great light of the forty-feet speculum was now of so much use, that I also, on the 17th of September, detected the seventh satellite, when it was at its greatest preceding elongation.

### Имя
Имя Мимасу дал сын первооткрывателя Джон Гершель в 1847 году в честь гиганта Мимаса из греческой мифологии.

## Орбита

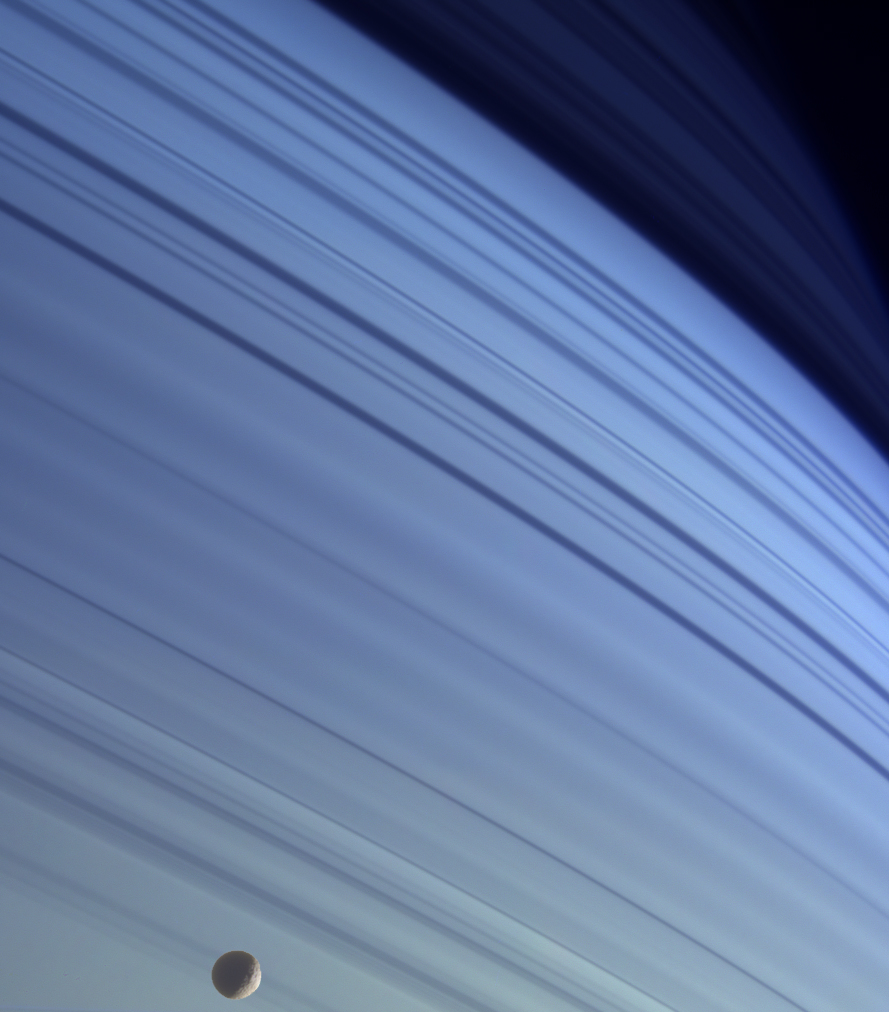
Мимас на голубом фоне северных широт Сатурна

Орбита Мимаса имеет почти идеальную круговую форму. Среднее расстояние спутника от центра Сатурна составляет 185 539 км. Эксцентриситет орбиты равен 0,0196, а наклонение к экватору Сатурна — 1,574°. Из-за малого эксцентриситета орбиты расстояние от Мимаса до Сатурна изменяется примерно на 7300 километров.
Орбита Мимаса проходит между орбитой Эгеона (лежащей в среднем примерно на 18 000 километров ближе к Сатурну) и орбитой Мефоны (находящейся в среднем на 8900 км дальше Мимаса).
Мимас находится в орбитальном резонансе с несколькими спутниками Сатурна:
- Эгеоном, в соотношении 6:7, который вызывает 4-летние 4-километровые колебания большой полуоси орбиты Эгеона[16];
- Тефией, в соотношении 4:2 (Мимас-Тефия)[17][18];
- Пандорой, в соотношении 3:2 (Мимас-Пандора)[19].

Полный оборот вокруг Сатурна Мимас делает за 22 часа 37 минут.

## Физические характеристики
Низкая плотность Мимаса (1,15 г/см3) показывает, что он состоит в основном из водяного льда с небольшими вкраплениями камней. Никаких веществ, кроме льда, на его поверхности не обнаружено (по состоянию на 2014 год). Из-за действия приливных сил Сатурна Мимас существенно вытянут: его длинная ось на 9 % превышает короткую (размеры спутника — 415,6±1,0 × 393,4±1,0 × 381,2±0,6 км). Вытянутость спутника хорошо заметна на снимках, переданных автоматической межпланетной станцией «Кассини».

### Океан
Измерения зонда «Кассини» обнаружили амплитуду либрации Мимаса, происходящей с периодом 0,945 суток (аномалистический период обращения), оказалась почти вдвое больше ожидаемой. Это может объясняться наличием плотного продолговатого ядра или глобального подповерхностного океана. Последнее маловероятно, так как энергии от распада радиоактивных элементов в недрах Мимаса не хватило бы для плавления льда; кроме того, на поверхности спутника нет признаков какой-либо геологической активности его недр. Но авторы открытия не исключают, что существование океана может поддерживаться приливным нагревом, обеспечиваемым эксцентричностью орбиты.
Проведённое в 2024 году моделирование показало, что ранее рассматриваемый вариант существования вытянутого ядра представляется наименее вероятным сценарием. С учётом динамики орбитального движения Мимаса под воздействием гравитации Сатурна и других его крупнейших лун, орбитальные параметры Мимаса, скорее всего, объясняются жидким подповерхностным океаном. Учёные также уточнили модель возникновения океана, согласно их расчётам, океан Мимаса «молодой» он образовался не более 25 млн лет. Океан возник благодаря гравитационному разогреву его ядра и внутренней структуры. Вода начала выделяться в жидком виде и постепенно там образовался глобальный подповерхностный океан, который к настоящему моменту подошёл к поверхности Мимаса на 20-30 км.

## Поверхность
Правила именования деталей рельефа Мимаса утверждены Международным астрономическим союзом в 1982 году. Детали рельефа получают имена, взятые главным образом из британских легенд о короле Артуре и рыцарях Круглого стола в изложении Томаса Мэлори (роман «Смерть Артура»). Это связано с тем, что первооткрыватель Мимаса, Уильям Гершель, был британским учёным. Кратеры называют именами персонажей легенд, а другие детали рельефа — именами упомянутых там географических объектов. Исключение составляет самый большой кратер — Гершель, названный в честь первооткрывателя спутника. Кроме того, некоторые каньоны получили имена географических объектов, фигурирующих в мифах о титанах. Это мотивируется тем, что сам спутник носит имя гиганта Миманта.
По состоянию на 2022 год собственные названия имеют 42 детали поверхности Мимаса. Это 35 кратеров, 6 каньонов: Пангея (длина 150 км), Камелот (150 км), Авалон (120 км), Эта (110 км), Пелион (100 км), Осса (95 км) и одна цепочка кратеров — Тинтагиль (длина 55 км). Большая часть этих объектов была наименована в 1982 году (в 2010 каньон Тинтагиль переименован в цепочку Тинтагиль), а 6 кратеров — в 2008.

### Кратеры

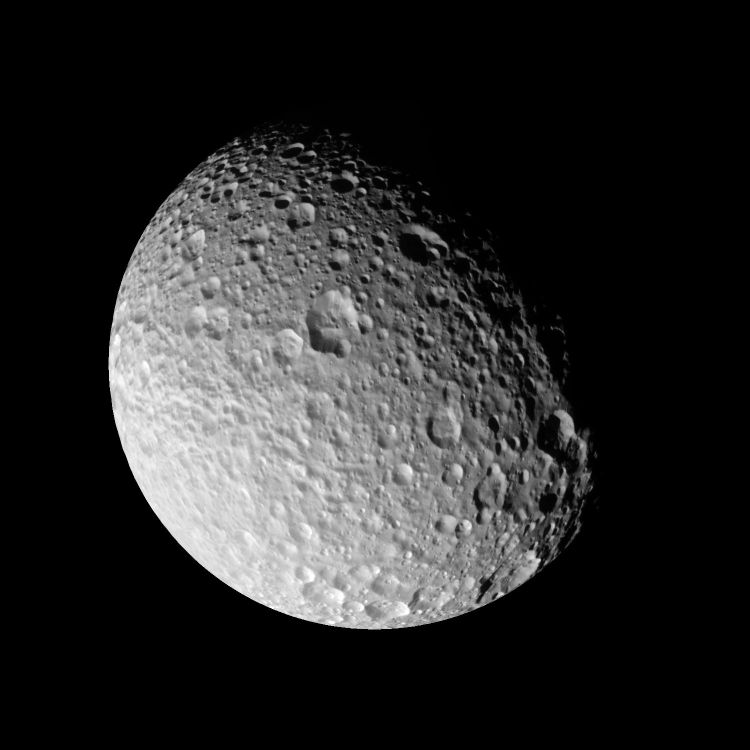
На освещённой стороне Мимаса отчётливо видны кратеры различных размеров

Мимас примечателен огромным ударным кратером, который получил название Гершель в честь первооткрывателя спутника. Его диаметр — 130—140 км (треть диаметра спутника), высота стен — почти 5 км, а наибольшая глубина — 10 км. Центральная горка возвышается над дном кратера на 6 км. Если бы кратер пропорциональных размеров был на Земле, его диаметр составил бы более 4000 км, что почти равно протяжённости территории России с севера на юг. Удар, от которого образовался кратер Гершель, по всей видимости, чуть не расколол Мимас. Трещины, заметные на противоположной стороне спутника, вероятно, образованы ударными волнами, прошедшими сквозь его тело. Поверхность Мимаса усеяна более мелкими ударными кратерами, ни один из которых не сопоставим по масштабам с Гершелем.

## Колебания температуры на поверхности

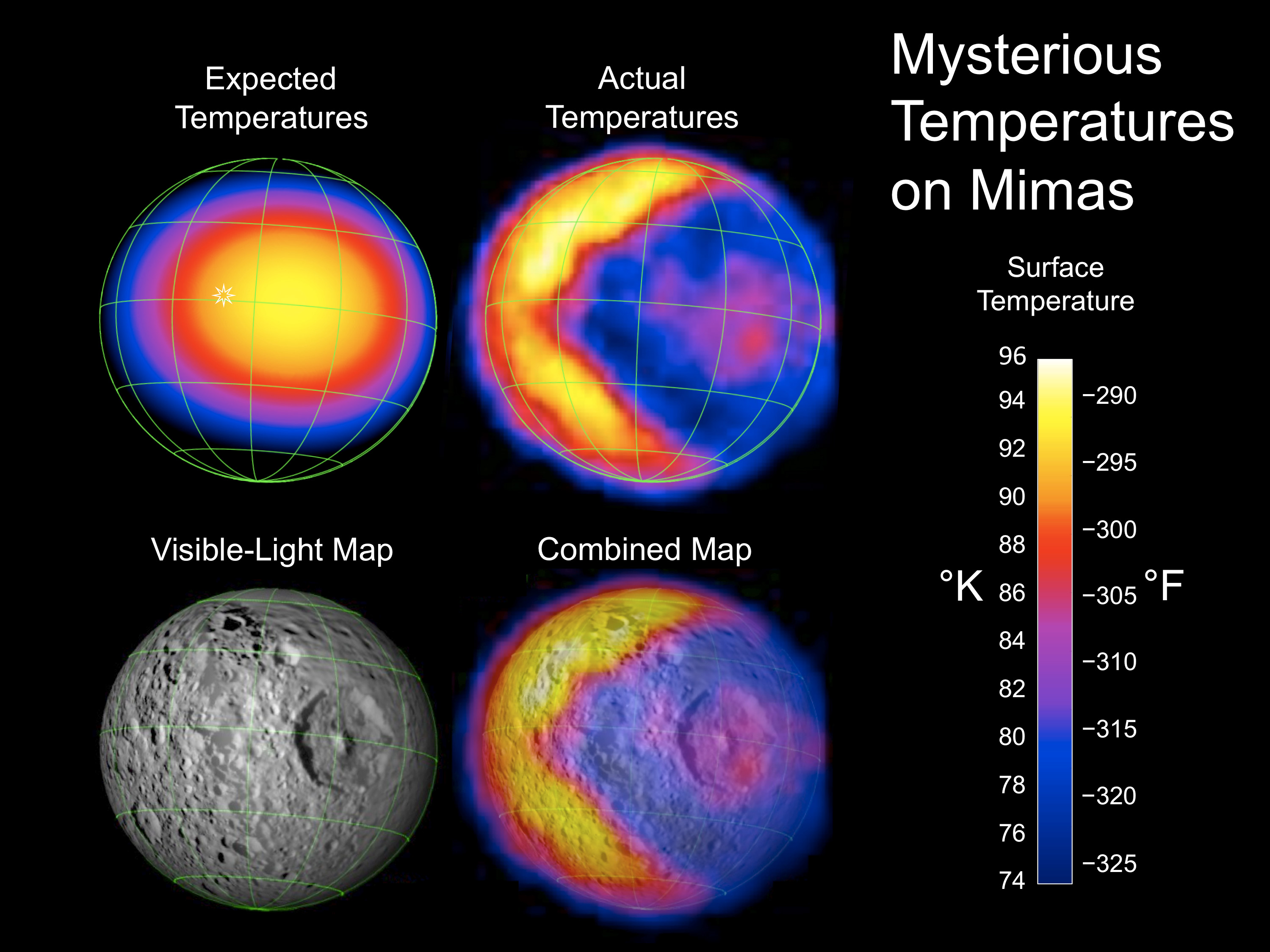
Ожидаемая и измеренная температура поверхности Мимаса

С помощью снимков инфракрасной камерой космического аппарата «Кассини» в 2009—2010 годах исследователи получили возможность измерить температуру на поверхности спутника. Получившееся изображение напомнило астрономам изображение персонажа компьютерной игры 1980-х — Пакмана.

## Исследования
1 сентября 1979 года космический аппарат НАСА — «Пионер-11», пролетая мимо Сатурна, приблизился к спутнику на расстояние в 104 263 км. В 1980 году автоматический зонд «Вояджер-1» пролетал мимо Мимаса на расстоянии в 88 440 км, а «Вояджер-2» в 1981 — на расстоянии в 309 990 км. Начиная с 2005 года Мимас неоднократно фотографировал и исследовал автоматический космический аппарат «Кассини».

## Галерея

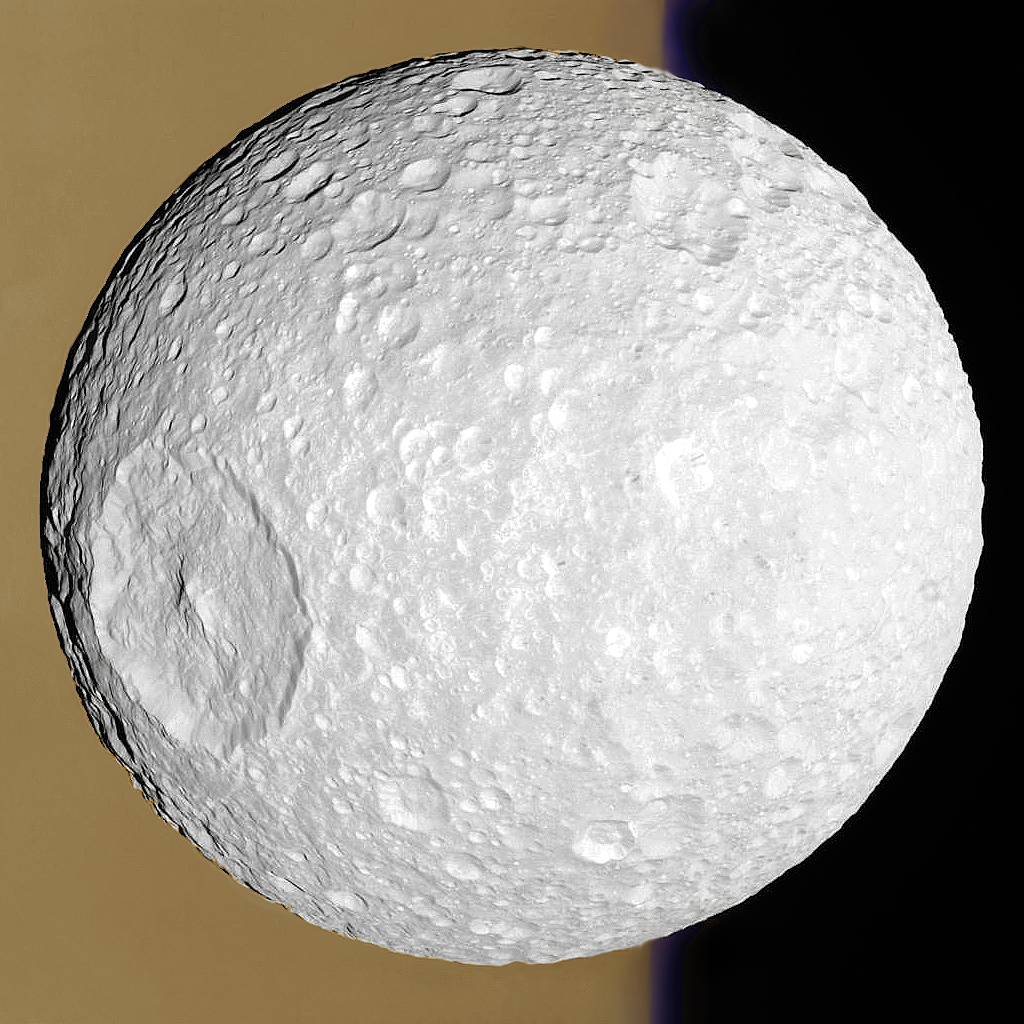
Мимас на фоне колец Сатурна, 13 февраля 2010 года (цвета добавлены к чёрно-белому оригиналу).
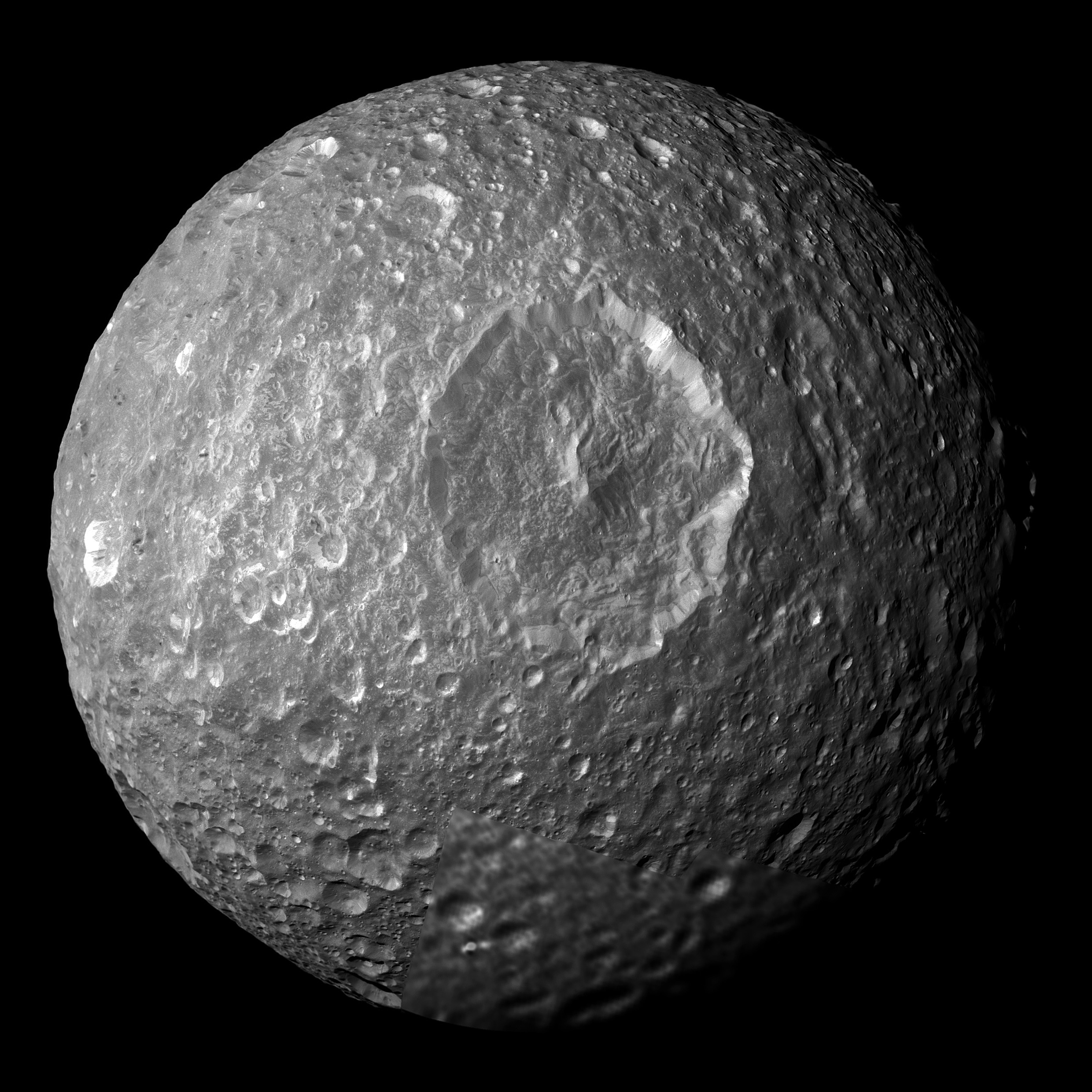
Ландшафт Мимаса в высоком разрешении.
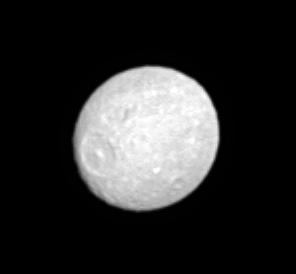
Мимас на фотографии «Кассини». Хорошо заметна яйцеобразная форма спутника.
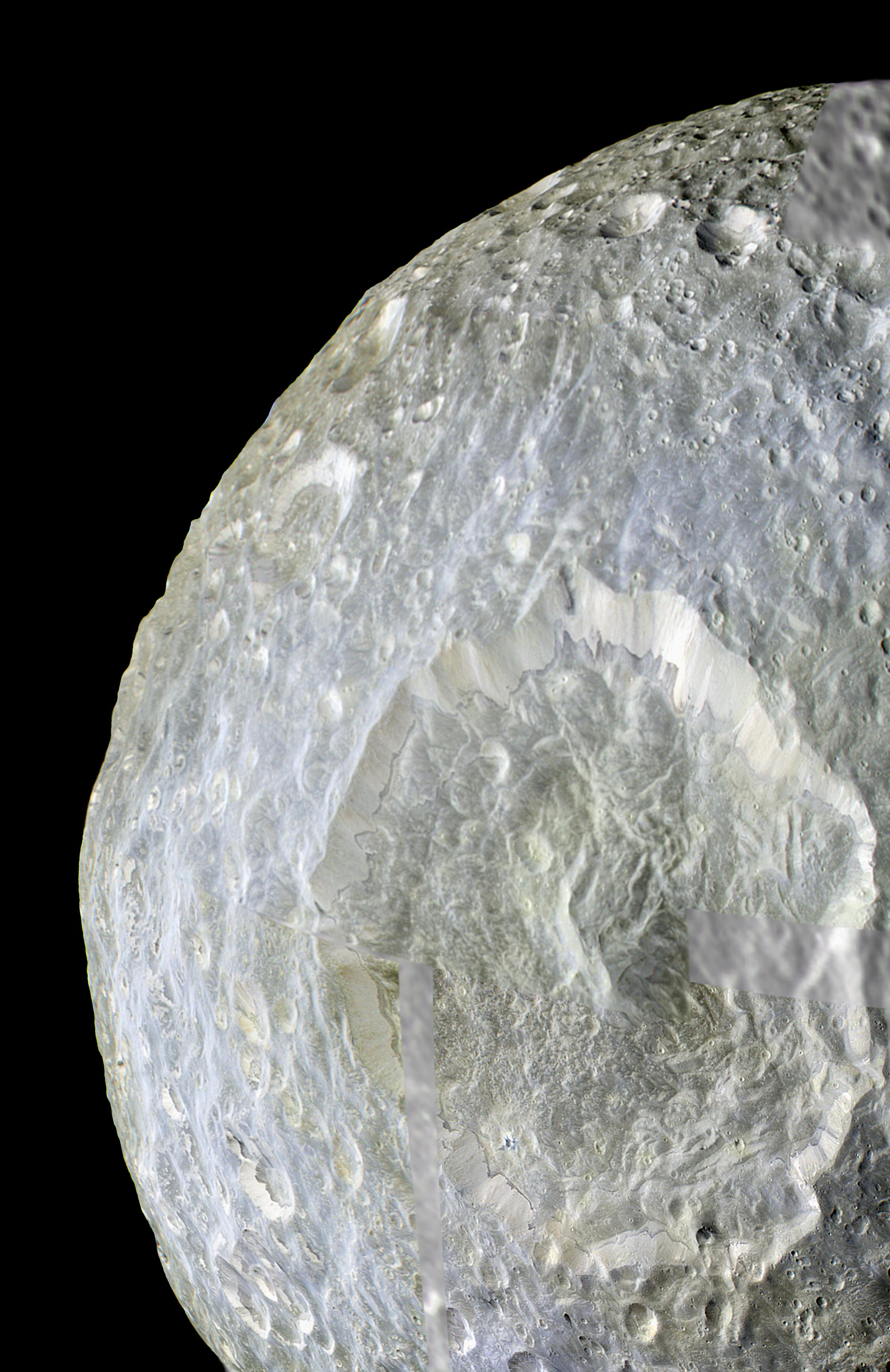
Цветовые различия грунтов Мимаса (цвета усилены).
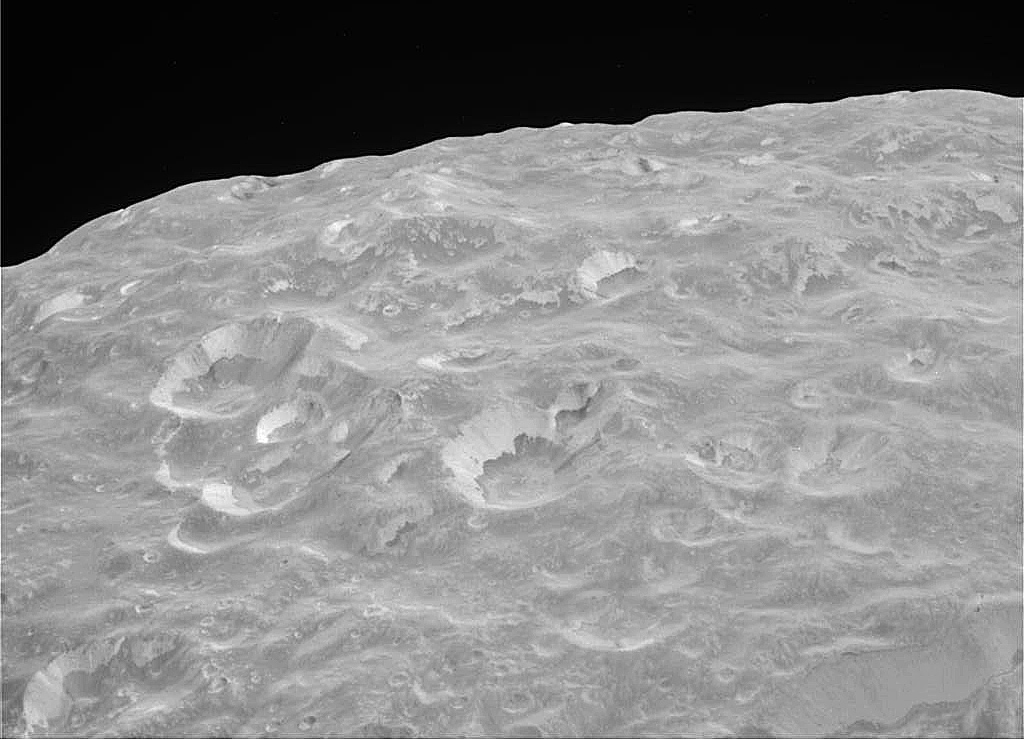
Лимб Мимаса. Видно, что склоны кратеров отличаются повышенной яркостью.
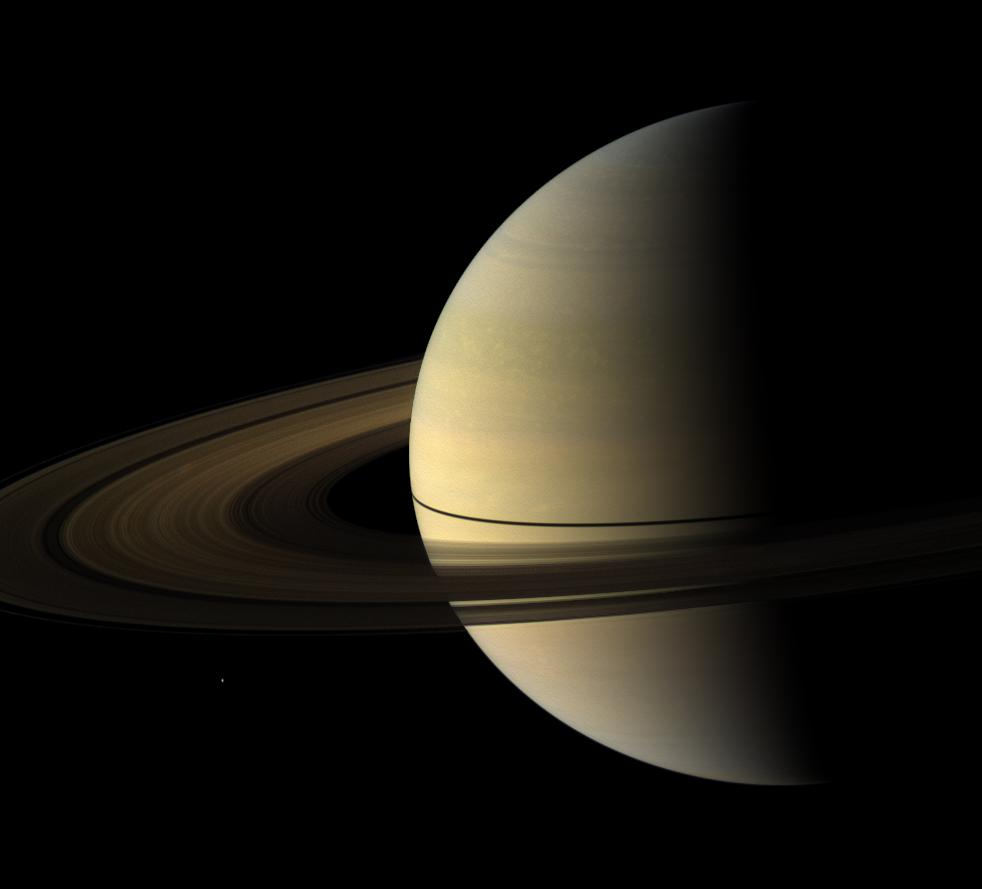
Мимас на фоне Сатурна (маленькая белая точка слева внизу изображения, нажмите на изображение для увеличения).
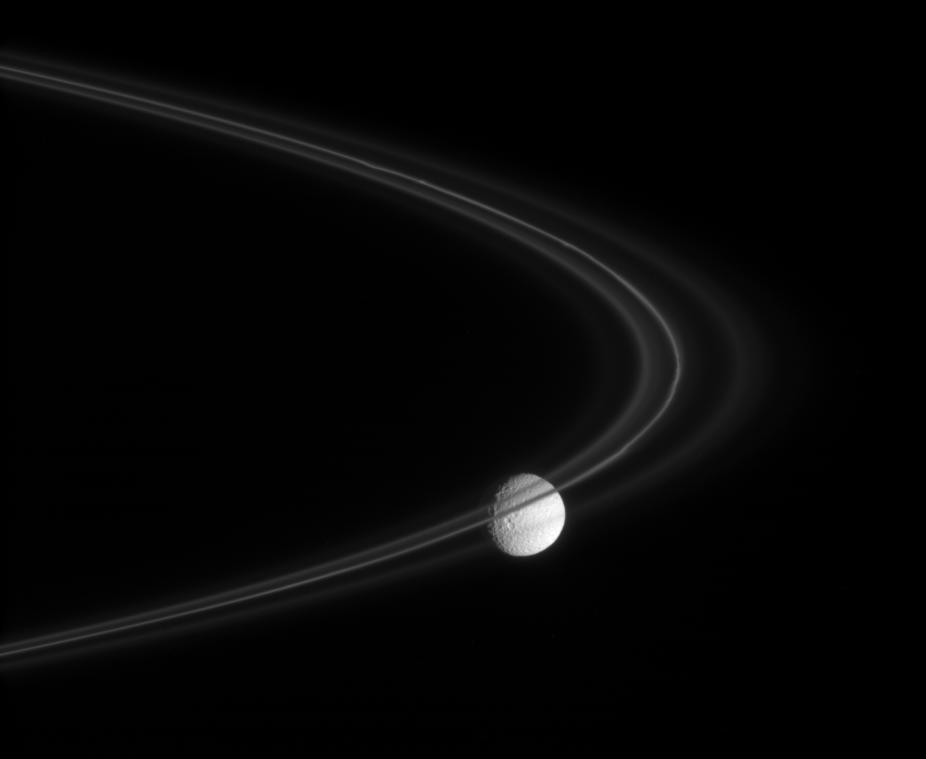
Мимас за кольцом F Сатурна.

## Мимас в культуре
- Мимас из-за кратера Гершель в некоторых ракурсах напоминает Звезду смерти из кинофильма «Звёздные войны»[34][35]. Снимки, на которых был обнаружен кратер, были сделаны через три года после выхода фильма.
- Айзек Азимов упоминал Мимас в своём романе «Lucky Starr and the Rings of Saturn», вышедшем в 1958 году[36].
- Ким Стенли Робинсон упоминает Мимас и другие спутники Сатурна в своём романе «2312», вышедшем в 2012 году.